# 에너미 앳 더 게이트
에너미 앳 더 게이트(영어: Enemy at the Gates)는 제2차 세계대전 중 스탈린그라드 전투에서 발생한 소련과 독일의 두 저격수간의 대결을 그린 2001년의 영화이다.
스탈린그라드 전투에서 242명의 적군을 사살한 소련군의 저격수 바실리 자이체프와 독일군의 저격수 하인츠 토르팔트간의 대결을 담고 있다.
러시아에서는 2차대전 참전용사들이 반발하며 이 영화를 금지하자고 주장하기도 하였다.

## 배역
- 주드 로 : 바실리 자이체프 역
- 조지프 파인스 : 다닐로프 역
- 에드 해리스 : 메이저 코니히 역
- 레이철 바이스 : 타냐 역
- 밥 호스킨스 : 흐르시초프 역
- 론 펄먼 : 쿨리코프 역
- 에바 마테스 : 마더 필리포프 역
- 가브리엘 톰슨 : 사차 필리포프 역
- 마티아스 하비흐 : 파울루스 장군 역
- 비롤 위넬 : 정치 지도원 역
- 소피 로이스 : 루드밀라 역
- 이반 쉬베도프 : 볼로댜 역
- 마리오 밴디 : 안톤 역
- 한스 마틴 스티어 : 붉은 군대 장군 역
- 클레멘스 쉭크 : 독일 NCO 역
- 렌 쿠드랴비츠키 : 기차의 동지 역
- 헨드릭 아른스트 : 팻 콜로넬 역
- 짐 다우덜 : 스터본 펠드베밸 역
- 맥심 코바레브스키 : 정치 지도원 / 저격병 역
- 겐나디 벤게로브 : 러시아 NCO 역
- 단 반 후센 : 행정관 역
- 로버트 스타드로버 : 정찰병 역
- 고트하드 랭 : 콥스 로버 역
- 홀거 한트케 : 폴러스의 보좌관 역
- 마크 잭 : 본부의 러시아 대위 역
- 톰 우라쉬하 : 병사 역
- 데이너 세불라 : 운동 여성 스나이퍼 역
- 웨너 댄 : 정치 지도원 역
- 마이클 쉔크 : 러시아 장교 역

## MBC 성우진
- 신성호 - 다닐로프(조지프 파인스)
- 안지환 - 자이체프(주드 로)
- 박지훈 - 쾨니히 소령(에드 해리스)
- 윤성혜 - 타냐(레이철 바이스)
- 황일청
- 정희선
- 김태훈
- 이미자
- 황윤걸
- 이철용
- 최석필
- 엄현정
- 이상범
- 최한
- 이상훈
- 이원찬
- 문남숙
- 방성준
- 정재헌

## 기타
- 수입 :  UIP 코리아